# 抖顫

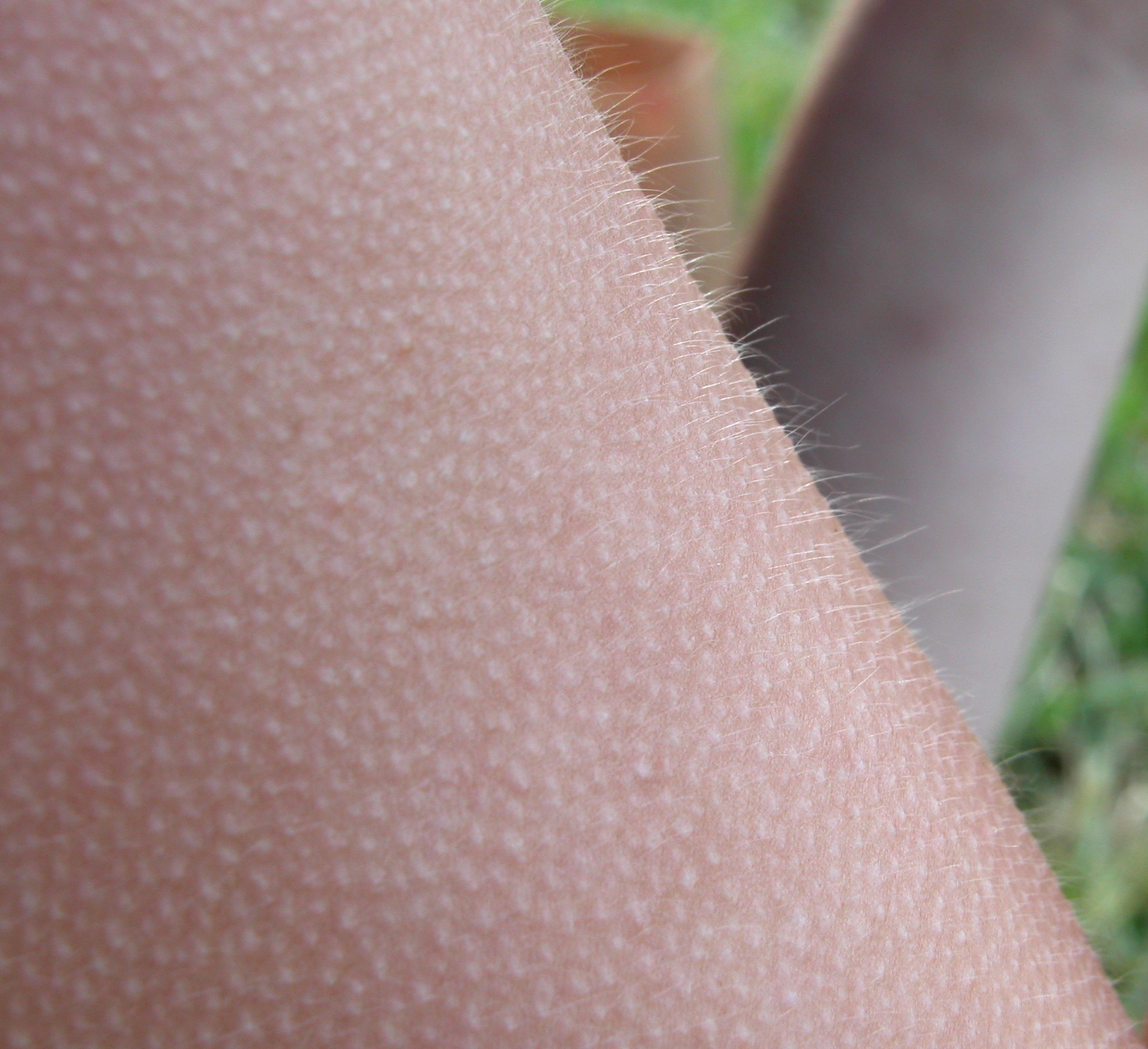
豎毛（雞皮疙瘩）是抖顫的物理部分。

抖顫（英語：Frisson），也稱為美學上的抖顫（aesthetic chills）或音樂上的抖顫（musical chills），是一種對聽覺及／或視覺刺激犒賞系統的心理生理反應，經常誘發令人愉悅或其他積極正向的情感狀態和短暫性感覺異常（皮膚發麻或抖顫），有時會伴隨著豎毛（雞皮疙瘩）和瞳孔放大（瞳孔擴張）。這種感覺通常出現於伴隨著皮膚發麻的輕度到中度對音樂的愉悅的情感反應；豎毛和瞳孔擴張不一定在所有情況下都發生。心理學的要素（即愉悅的感覺）及生理學的要素（即感覺異常、雞皮疙瘩及瞳孔放大）分別由犒賞系統和交感神經系統介導。

## 原因

### 違反音樂預期
在節奏、諧調及/或旋律上違反了某人直截了當的行為或隱含期望都是與音樂性抖顫相關的前提。音量大、很高或很低的頻率，或快速變化的聲音（意想不到的和聲、調製的時刻、旋律似的倚音）經已顯示出會引起自主神經系統（ANS）的喚起。一項研究表明，ANS的激活與抖顫具有一致很強的相關性，而阿片類藥物拮抗劑可以阻止音樂的抖顫。

### 情緒化感染
造成抖顫起因的另一種解釋是情緒化感染，這表明感知的情緒強度會促使抖顫以一種類似於感知的悲傷情歌的方式可以讓聽眾以一種移情反應來感受到他們的悲傷。

## 神經基質
實驗研究還顯示，在抖顫期間出現刺痛感的同時，伴隨著皮膚電活動（皮膚電導）也增加了—這是通過交感神經系統的激活作介導—而且刺痛的強度跟交感神經激活的程度呈正相關。抖顫與豎毛、瞳孔放大和生理學的喚醒相關，所有這些都是由交感神經系統的激活介導的。所有這三個大腦結構已知都包含享樂熱點，負責產生愉悅認知的大腦區域。由於音樂誘發的欣快可以在沒有發麻或豎毛的情況下發生，一篇評論的作者假設，在抖顫期間對音樂的情感反應引起了交感反應，這種反應就是發麻的感覺。

## 其他相關
- ASMR
- 欣快
- 雞皮疙瘩